# Greg Buckingham
Greg Buckingham (n. 29 iulie 1945, Riverside, California, SUA – d. 11 noiembrie 1990) a fost un înotător ce a reprezentat Statele Unite ale Americii, medaliat olimpic. A participat la o ediție a Jocurilor Olimpice (1968) în care a câștigat două medalii de argint.